# Universalisme (theologie)
Universalisme of alverzoening is de overtuiging dat alle mensen (vaak met de hele schepping) na hun dood uiteindelijk gelukzalig zullen voortleven. Deze doctrine, die het meest is uitgewerkt in de christelijke theologie, verwacht dat alle mensen uiteindelijk verzoend worden met God en vaak ook dat met hen de hele schepping wordt hersteld. In de oosters-orthodoxe traditie heet dit vaak apokatastasis (Grieks voor letterlijk: herstel van alle dingen).  
De meeste versies van het universalisme stellen een louteringsfase voor de daders voor: een soort tijdelijke hel waar zij hun straf moet uitboeten en zich moeten verzoenen met hun slachtoffers, voordat zij in eeuwige gelukzaligheid kunnen verderleven. Het debat tussen infernalisme (de leer van de eeuwige hel) en universalisme gaat dus zelden over of er een hel bestaat, omdat ook vrijwel alle universalisten die veronderstellen, maar hoelang deze hel duurt en van welke aard deze is: een eeuwige kwelling tegenover een tijdelijke weg tot herstel.  
Universalisten gaan meestal uit van een 'pedagogische' functie van een hel: deze is dan bedoeld om de onrechtvaardigen tot berouw en bekering te leiden, een proces van loutering en herstel. 

## Argumenten rondom universalisme
Universalisten gebruiken sinds de oude kerk diverse argumenten die regelmatig terugkeren:
- Het past niet bij een rechtvaardige God om een tijdelijke zonde eeuwig te bestraffen; een straf moet proportioneel zijn aan de misdaad en dat kan een eeuwige straf per definitie nooit zijn.
- Het past niet bij een goede God om mensen nooit te vergeven.
- Het past niet bij een almachtige God om mensen in alle eeuwigheid niet te kunnen overtuigen in hem te geloven en het toe te staan dat zij voor altijd hem vervloeken.
- Het is onwaarschijnlijk dat mensen na hun dood niet meer van mening kunnen veranderen, en dan is het onwaarschijnlijk dat ze in alle eeuwigheid niet voor de hemel zullen kiezen, als ze tenminste werkelijk weten hoe mooi het daar is.
- Het is onmogelijk om vreugde te beleven in de hemel, als je geliefden voor eeuwig gekweld worden in de hel.
- Er zullen talloze grensgevallen zijn die nét wel of niet in de hel komen, die net iets meer of minder gezondigd hebben, en het is fundamenteel onrechtvaardig als zo'n minimaal verschil resulteert in een eeuwig verschillende straf.
- Het Griekse woord aionios (αἰών (aiṓn, "tijdperk, wereld”) + -ιος (-ios, uitgang)) dat vaak in bijbelvertalingen met 'eeuwig' wordt vertaald, betekent volgens contemporaine Griekssprekenden en hedendaagse taalkundigen niet eeuwig, maar zoiets als 'behorend bij de (komende) eeuw' (in de Joodse eschatologie de Olam Haba).
- Christus is voor alle mensen gestorven en alle mensen zijn gered, zoals Paulus diverse keren expliciet stelt.
- Binnen het Jodendom wordt de Gehenna gebruikelijk gezien als een éénjarige straf, wat de christelijke Bijbel lijkt te veronderstellen.

### Bijbelteksten
Universalisten halen tientallen passages uit de Bijbel aan om hun standpunt te ondersteunen, vooral van Paulus. Belangrijke teksten zijn bijvoorbeeld: 
- Johannes 4:42 ('hij is werkelijk de redder van de wereld');
- Johannes 12:31 ('ik zal iedereen naar mij toehalen');
- 1 Johannes 4:14 ('redder van de wereld');
- Romeinen 5:18 ('zo zal de rechtvaardigheid van één enkel mens allen vrijspreken en laten leven');
- 1 Korintiërs 15:28 ('God zal alles in allen zijn');
- Efeziërs 1:10 ('alles in de hemel en op aarde onder één hoofd bijeen');
- 1 Timoteüs 4:10 ('God, die de redder is van alle mensen, in het bijzonder de gelovigen');
- Openbaring 5:13 ('alles en iedereen hoorde ik zeggen: “Aan hem die op de troon zit en aan het lam komen de dank, de eer, de lof en de macht toe, tot in eeuwigheid.”’).

## Christelijk universalisme

### Oude kerk
De kerkelijke schrijver Clemens van Alexandrië (rond 200 n.Chr.) en zijn leerling Origenes (rond 220 n.Chr) waren de eersten die het christelijke universalisme systematisch uitwerkten.
 

In hoeverre hun leer wel of niet de invloed heeft ondergaan van het stoïcisme of middenplatonisme is niet geheel duidelijk:
Before Christianity, no religion or philosophy had ever maintained [universalism], not even Plato or mystery religions. Outside Christianity, in the Patristic age, only some Neoplatonists, such as Macrobius and Proclus, seem to have maintained it, but only when “pagan” Neoplatonism was a sort of parallel to Christianity, and in any case in a different way from the Patristic doctrine of apokatastasis (e.g. excluding the resurrection, as I mentioned).:819
Dat het universalisme een algemeen gangbare theologische opvatting was ten tijde van het vroege christendom, ook vóór Clemens en Origenes, staat niet ter discussie. De vraag is wel hoe populair deze leer was onder kerkelijke schrijvers, kerkvaders of het gewone kerkvolk. De christenen in de oudheid waren grotendeels afkomstig uit de eenvoudige standen, enkele uitzonderingen daargelaten, en stonden sterk onder de invloed van pagane denkbeelden, dus het is mogelijk dat de hellenistische gedachten over de hel (zoals de eeuwige kwelling van Tantalus en Sysiphos) kritiekloos over zijn genomen.
Er zijn in de catacomben geen afbeeldingen van hellestraffen of folteringen in het hiernamaals overgeleverd, wat suggereert dat deze leer hoe dan ook geen voorname plek in het geloofsleven had. De classica Ilaria Ramelli ontkent enige hellenistische beïnvloeding, terwijl Bauckham juist wel uitgaat van sterke beïnvloeding. J.W. Hanson, die in 1899 de eerste grote studie hierover publiceerde, is van mening dat niet de leer van de alverzoening en het universalisme een platoons of stoïsch denkbeeld is, maar dat juist de leer van het eeuwige lijden in de hel afkomstig is uit allerlei voor-christelijke voorstellingen. Een specifieke versie van Origenes' universalisme (van leerlingen van hem in Palestina, waarin zijn leer over het vóórbestaan van de ziel centraal stond) werd op het Vijfde Concilie (553 n.Chr.) verboden.
De hel zelf en ook de verschrikkelijke straffen die men zal ondergaan in werden in de vroege kerk niet ontkend, alleen dat de hel en de helse straffen eeuwig zouden duren. Dat is een verschil met enkele latere vormen van universalisme, waarin (vooral in de negentiende eeuw) ook het hele bestaan van een hel wordt ontkend. 

### Reformatie tot heden
Opvallend is dat er tijdens de Reformatie, toen alle dogma's tegen het licht werden gehouden, blijkbaar geen enkele reformator twijfelde aan het bestaan van een eeuwigdurende hel. Pas in de achttiende eeuw begon het universalisme aan een opleving. In de negentiende eeuw in de Verenigde Staten van Amerika publiceerde de Universalist Church of America een niet aflatende stroom aan boeken en traktaten waarin op Schriftuurlijke gronden het bestaan van een eeuwige folterplaats werd ontkend of (vooral in de vroege periode van het Amerikaanse universalisme) de beperkte duur van de hel werd geleerd. Men trok openlijk de bewering van orthodoxe christenen in twijfel dat hun ontkenning van de (eeuwige) hel gebaseerd zou zijn op een soort wensdenken en verdacht de orthodoxe christenen er juist van dat hun liefde tot God niet werkelijke liefde kon zijn, omdat deze gebaseerd is op angst voor een straffende God.
Tegenwoordig handhaven gematigde kerkgenootschappen (protestants, katholiek) weliswaar officieel de leer van de eeuwigdurende hel, maar in de praktijk wordt deze zelden onderwezen of vooral gezien als een gemoedstoestand, in het heden, of na de dood, waarin iemand Gods liefde ontbeert. Universalisme, dat zich tegen het infernalisme afzette, raakte daardoor tijdelijk weer op de achtergrond. Volgens de protestantse fundamentalistische en evangelische stromingen is de Bijbel letterlijk geïnspireerd en moet deze zoveel mogelijk woordelijk worden geloofd, en daar neemt de hel als eeuwige fysieke en geestelijke marteling een prominente rol in. In deze context kan het universalisme weer op hernieuwde interesse rekenen.

### Overtuigde en hoopvolle universalisten
Binnen het christendom bestaan grofweg twee soorten universalisten: overtuigde en hoopvolle. De eerste categorie bestaat uit christenen die overtuigd zijn dat het universalisme de juiste vorm van christelijk geloof is, de tweede categorie hoopt daarop. Tot de eerste groep kunnen theologen en filosofen als Thomas Talbott, William Barclay, J.W. Hanson, F.D. Maurice en Jürgen Moltmann gerekend worden. Tot de tweede groep F.W. Farrar, Thomas Allin, Hans Kung en mogelijk Karl Barth en Paus Franciscus. Het verschil tussen beide groepen is vooral de mate van zekerheid in hun spreken over de toekomst en hoe concreet ze deze invullen.

## Universalisme onder de kerkvaders
In hoeverre de vroege Concilies het universalisme hebben verboden, is omstreden. Niet omstreden is dat vele gerespecteerde kerkvaders openlijk universalist waren en ook deelnamen aan deze Concilies. Ilaria Ramelli en J.W. Hanson, die uitvoerig de grondteksten onderzochten, noemen in hun studies o.a.: Clemens, Eusebius, Origenes, Didymus de Blinde, Antonius de Grote, Pamphilus van Caesarea, Macrina de Jongere, Gregorius van Nyssa, Cyrillus van Alexandrië, Evagrius van Pontus, Diodorus van Tarsus, Theodorus van Mopsuestia, Tyrannius Rufinus, Isaak van Nineve, Dionysus de Areopagiet, Maximus Confessor en Johannes Scotus. Enkele typerende citaten uit de derde en vierde eeuw:  

### Clemens
“Want alles, als geheel en in zijn delen, heeft de Heer van het heelal geordend met het oog op de redding van dat heelal. Iedereen die deugdzaam is, verandert ten goede, want ze hebben een passende reden om te veranderen: hun ziel heeft de kennis in vrijheid vergaard. Maar de nodige correcties, door de goedheid van de toeziende opperrechter, door de beschermengelen, door diverse eerdere oordelen, door het laatste oordeel, onderwerpen zelfs wie ongevoelig is geworden voor berouw.” (Clemens, Stromata VII 2)

### Origenes
“Ik ben van mening dat de uitdrukking dat God ‘alles in allen’ zal zijn, betekent dat hij in elk individu alles is. En zo zal hij alles in ieder mens zijn… Als eenmaal alle dwaasheid is verwijderd en de persoon is gewassen en gezuiverd, wordt hij die alleen de goede God is, in hem alles. En dat niet bij een paar individuen, of bij een groot aantal, maar hij is ‘alles in allen’… Zo zal het uiteindelijk herstel van het universum niet de wil van de schepselen schenden… want geen ziel of bewust wezen wordt gedwongen tegen de vrijheid van zijn eigen wil.” (Origenes, Peri Archon III 6.3)

### Gregorius van Nyssa
“Waar komt het onderwijs van Paulus op neer? Het kwaad wordt betekenisloos en zal volledig zijn vernietigd. De goddelijke, pure goedheid zal in zichzelf ieder wezen met bewustzijn bevatten, niets dat God gemaakt heeft dat van zijn koninkrijk worden buitengesloten… Paulus spreekt duidelijk over het niet-bestaan van het kwaad, door te stellen dat God in alle dingen is… Wanneer alle vijanden Gods voetbank zijn geworden, zullen ze een spoor van goddelijkheid zelf ontvangen. Als eenmaal de dood is vernietigd – want er zullen geen mensen sterven, zelfs de dood zal ophouden te bestaan – dan zullen we aan hem onderworpen zijn. Maar dit is geen slaafse nederigheid. Onze onderwerping bestaat uit een koninkrijk, onvergankelijkheid en zeggen die in ons leeft.” (Gregorius van Nyssa, In Illud)

## Latere theologen

### Isaak van Nineve
Isaak van Nineve (7e eeuw) stelde Gods liefde centraal in zijn denken. In zijn preken geeft hij aan dat Gods oordeel puur bestaat uit de spijt die mensen kunnen voelen over hun daden: 
Ik zeg dat zelfs wie in de Gehenna worden gekweld daar worden gekweld met de kwellingen van de liefde. Het zijn kwellingen om de liefde, de kwellingen van wie beseffen dat ze tegen de liefde hebben gezondigd, wat harder en bitterder is dan de kwellingen uit angst. De ellende die het hart in de greep houdt door te zondigen tegen de liefde gaan dieper dan elke andere marteling. Het is absurd om te denken dat de zondaars in de Gehenna zonder de liefde van hun Schepper zijn. Ik zeg dat de hardste martelingen het rouwen om de liefde zijn.

### George MacDonald
George MacDonald noemt in zijn nagelaten preken (resp. 'The Consuming Fire' en 'Justice'):
Een mens kan een tiran vleien, omkopen of ompraten, maar er is geen vluchtplek voor de liefde van God, want de liefde zal, om de liefde zelf, aandringen tot de allerlaatste cent. De hel zelf zal voorbijgaan en haar treurige woningen gaan verloren. Dan zult Gij inderdaad ‘alles in alles’ zijn. Want onze arme broeders en zusters zullen dan schoon gebrand zijn en thuis gebracht worden. Zou zijn genade niet oneindig zijn? Zou een broer meer van zijn broer houden dan Christus van zijn broers? Zou hij niet opnieuw sterven om zelfs maar één broer meer te redden?

### Sergej Boelgakov
Sergej Boelgakov, priester en filosoof, schrijft in zijn The Bride of the Lamb:
Het geween en tandengeknars in de buitenste duisternis getuigt niettemin van een geest dat het hele gewicht van zijn val voelt en gekweld wordt door berouw. Maar, zoals alle berouw, deze kwellingen zijn heilzaam voor de geest. De kwellingen van de hel zijn een verlangen naar God die veroorzaakt zijn door de liefde van God. Dit verlangen gaat onvermijdelijk samen met het verlangen de duisternis te verlaten, de vervreemding van God te overwinnen en weer zichzelf te worden zoals God het ooit bedoeld had.

### Karl Barth
Voor Karl Barth is ieder mens in Christus rechtvaardig voor God en ieder mens in Christus verkoren. De logische consequentie van deze zienswijze is de alverzoening. Omdat hij geen gesloten systeem wilde presenteren, kon Barth deze conclusie niet trekken. Verloren gaan blijft voor hem een randmogelijkheid. Een mogelijkheid die hij als een onmogelijke mogelijkheid kon typeren. Het betekent in zijn theologie dat, al is het slechts een mogelijkheid aan de rand ondanks het feit dat men in Christus rechtvaardig voor God en verkoren is, toch verloren kan gaan.

### Jürgen Moltmann
Jürgen Moltmann stelt in De gekruisigde God:
Daarom is theologie van het kruis het ware christelijke universalisme. Hier ligt geen verschil en hier zijn geen verschillen meer. Zonder onderscheid zijn allen zondaars en worden allen zonder enige verdienste door Gods genade gerechtvaardigd, die in Christus Jezus is geschied. De wonderbaarlijke orthodoxe paasicoon laat de opgestane Christus zien als het hoofd van de nieuwe mensheid, hand in hand met Adam en Eva, die Hij met zich meetrekt uit de dodenwereld. In de orthodoxe paasliturgie wordt gezegd: “Alles is nu met licht vervuld, hemel en aarde en het rijk van de dood. De hele schepping bejubelt de opstanding van Christus.” Christus is nedergedaald in het rijk van de dood om het met de jubel van de opstanding te vervullen. De doodsnacht wordt tot het morgenrood van de opstanding.

### David Bentley Hart
David Bentley Hart, een Amerikaanse oosters-orthodoxe theoloog en filosoof, is een van de bekendste hedendaagse verdedigers van een (christelijk) universalisme. Zijn That All Shall Be Saved uit 2019 vormt een frontale en filosofisch getinte aanval op de fundamentalistische en calvinistische beeld dat ongelovigen eeuwig door God bij bewustzijn worden gehouden om te worden gekweld. Het boek bevat diverse argumenten die door vakgenoten werden gewaardeerd, maar de felle stijl kreeg kritiek.

## Nederlandse universalisten
Het universalisme groeit in Nederland: anno 2020 geloofde noemde ongeveer een kwart van de evangelische voorgangers zich zo.

### Hendrikus Berkhof
Een belangrijk keerpunt in het universalisme onder Nederlandse filosofen en theologen was de (in latere drukken toegevoegde) zin van Hendrikus Berkhof in zijn Christelijk geloof (p.554), waarmee hij zichzelf typeert als 'hoopvol' universalist:
In Gods naam hopen wij dat de hel een louteringsweg zal zijn.

### Jan Bonda
Spraakmakend was het boek Het ene doel van God van de behoudend gereformeerde predikant Jan Bonda in 1992 (p.232):
Wat leert de Schrift ons van het doel van God met de mensheid? (...) Door de Messias Jezus komt het voor heel de mensheid van Adam af – dat is: ook voor de gestorvenen – tot 'rechtvaardiging ten leven'; alle mensen zullen rechtvaardigen worden (Rom. 5:18, 19). Dat is het ene doel van God. Dat werd vooral duidelijk, toen we zagen dat dit ene doel ons nadrukkelijk voor ogen is gesteld in de ene wet die God de mensen gegeven heeft: dat zij allen zonder uitzondering Hem en hun naasten zullen liefhebben met hun hele hart. Dat sluit uit dat Hij met een deel van de mensheid een ander, tegengesteld doel zou hebben.

### Reinier Sonneveld
Schrijver Reinier Sonneveld verdedigde in zijn Het einde van de hel een versie van het universalisme (p.215):
God kan mensen toch niet in leven houden om hen te laten kwellen, en ze dan ook nog alle kansen om daaraan te ontsnappen ontnemen? Dat is toch buiten elke proportie? Wie kan zo’n God ooit liefhebben? (...) [Universalisme] is een boodschap van hoop in een wereld vol wanhoop, een boodschap van verbinding in een wereld vol vervreemding en polarisatie, een boodschap van genade in een wereld vol oordeel. Dreiging en oordeel zijn overal al, dat is niet goed en dat is niet nieuw. Werkelijk goed nieuws in zo’n wereld is dat iedereen van waarde blijft en niemand wordt afgeschreven.

### Stefan Paas
De bekende publiekstheoloog Stefan Paas schreef in zijn De weg van vrede (p.252):
Met 'eeuwige straf' heb ik moeite, omdat ik niet zie hoe dat te verenigen is met een God van vrede. (...) Oordeel is recht doen met het oog op vrede. Oordeel is alleen recht als het geopend is naar verzoening en vreugde. Is dat te rijmen met een altijddurend oordeel zonder kans op verzoening en vrede? Ik zie niet hoe dat een rechtvaardig oordeel kan zijn in bijbelse zin. Gods vredestichtende liefde kan oordelen en zal oordelen, maar zij kan niet oordelen zonder ophouden. Dat zou geen recht doen aan de God van vrede. Wat vaak 'laatste oordeel' wordt genoemd, kan in mijn ogen daarom alleen een vóórlaatste oordeel zijn. Dat wil zeggen: niet 'oordeel' is het eindpunt van de geschiedenis, maar vrede. Dan zal God 'alles in allen' zijn (1 Korintiërs 15:28). Oordeel is nodig voor vrede, want zonder recht is er geen verzoening en vreugde. Maar oordeel kan niet het eindpunt zijn. Wat dit concreet betekent, is speculatie. Betekent dit oordeel dat alle onvrede simpelweg ophoudt te bestaan, of betekent het dat Gods oordeel pedagogisch is en dus duurt tot iedereen een mens van vrede is geworden – al moet het een eeuwigheid duren?